# سیارک ۲۴۸۳۸
سیارک ۲۴۸۳۸ (به انگلیسی: 24838 Abilunon، نامگذاری:1995UJ2) بیست و چهار هزار و هشتصد و سی و هشتمین سیارک کشف شده‌است که در ۲۳ اکتبر ۱۹۹۵ کشف شد.
قدر مطلق سیارک برابر ۱۴.۸ است.